# Пантер II
Пантер II је био прототип немачког средњег тенка заснован на тенку Пантер. Пораз Немачке у Другом светском рату је прекинуо рад на овом тенку. Имао је дебљи оклоп у поређењу са Пантером, а неке стандардизоване компоненте су имплементиране из Тигер II резервоара. Пантер II није напредовао изнад прототипа и није улазио у производњу.

## Развој
Рана мотивација за побољшање Пантеровог резервоара дошла је због бриге Адолфа Хитлера и других који су веровали да нема довољно оклопа. Хитлер је већ једном инсистирао на повећању његовог оклопа, у ранијем дизајну оригиналног Пантера из 1942. Разговори које је Хитлер имао у јануару 1943. године захтевали су додатно повећање оклопа; Првобитно назван Пантер 2, био је позната као Пантер II након априла 1943. године.
Имао би уобичајену посада тенка која се састојала од пет возача, командира, топника, утоваривача и радио оператера.
Након одлуке да се не покрене производња, концепти и идеје су коришћени за дизајн E-50 Standardpanzer пројекта.